# 圣叙尔皮斯-勒韦尔东
圣叙尔皮斯-勒韦尔东（法語：Saint-Sulpice-le-Verdon，法語發音：[sɛ̃ sylpis lə vɛʁdɔ̃]）是法国卢瓦尔河地区大区旺代省的一个旧市镇，位于该省北部，属于永河畔拉罗什区。2016年1月1日，圣叙尔皮斯-勒韦尔东和相邻的另外2个市镇合并为新市镇蒙特雷韦尔（Montréverd）。

## 地理
圣叙尔皮斯-勒韦尔东（46°53'36"N, 1°25'15"W）面积14.07 平方千米，位于法国卢瓦尔河地区大区旺代省，该省份为法国西部沿海省份，北起大西洋卢瓦尔省和曼恩-卢瓦尔省，西临大西洋，南至滨海夏朗德省，东部及东南部与德塞夫勒省接壤。
与圣叙尔皮斯-勒韦尔东接壤的市镇（或旧市镇、城区）包括：莱布鲁济勒、莱贝热芒、布洛涅河畔莱吕克、莫尔迈松、蒙特雷韦尔、圣但尼拉舍瓦斯、圣安德烈特雷兹瓦。
圣叙尔皮斯-勒韦尔东的时区为UTC+01:00、UTC+02:00（夏令时）。

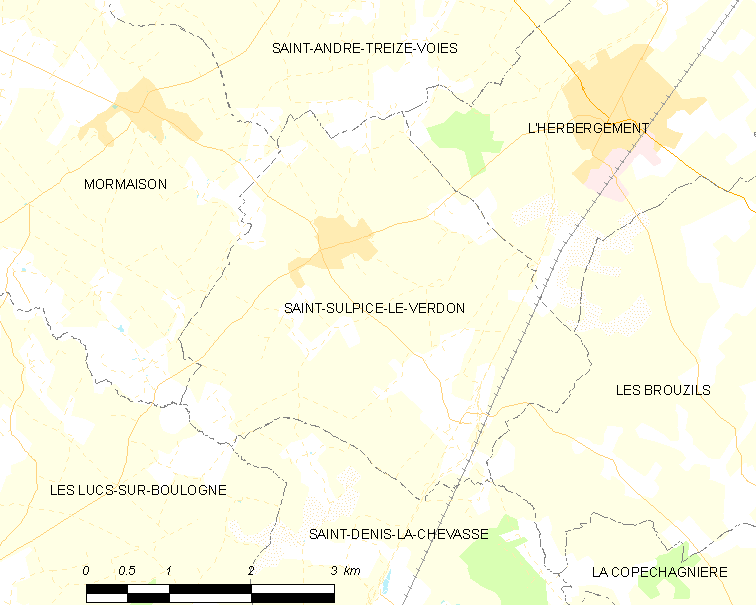
圣叙尔皮斯-勒韦尔东的OSM定位图

## 行政
圣叙尔皮斯-勒韦尔东的邮政编码为85260，INSEE市镇编码为85272。

## 政治
圣叙尔皮斯-勒韦尔东所属的省级选区为艾泽奈县。

## 人口

1962-2008年间圣叙尔皮斯-勒韦尔东人口变化图示

圣叙尔皮斯-勒韦尔东于2018年1月1日时的人口数量为1098人。